# لواء الزنتان
لواء الزنتان هيا قوات عسكرية تنتمي الي مدينة الزنتان في الجبل الغربي في ليبيا. يُعرف باحتجازه لنجل الزعيم الليبي الراحلسيف الإسلام القذافي بعد إلقاء القبض عليه في نوفمبر 2011. أحد قادة هذا اللواء وهو أسامة الجويلي، الذي شغل سابقاً منصب وزير الدفاع الليبي. وقد تشكل هذا اللواء في مايو 2011 لتنظيم الجهود العسكرية لعدد أكثر من 48 كتيبه في مدينه الزنتان والجبل الغربي
يقودها الكتائب المجلس العسكري بالزنتان واحد قاداتها ضابط سابق في سلاح البحرية الليبي. ولدى اللواء بعض وسائل الإعلام الناطقة بالعربية عبر مواقع التواصل الاجتماعي وقناة فضائية.